# Eremobiotus
Genre
Eremobiotus est un genre de tardigrades de la famille des Isohypsibiidae.

## Liste des espèces
Selon Degma, Bertolani et Guidetti, 2016 :
- Eremobiotus alicatai (Binda, 1969)
- Eremobiotus ginevrae Lisi, Binda & Pilato, 2016
- Eremobiotus ovezovae Biserov, 1992

## Publication originale
- Biserov, 1992 : A new genus and three new species of tardigrades (Tardigrada: Eutardigrada) from the USSR. Bollettino di Zoologia, vol. 59, no 1, p. 95-103 (texte intégral).